# 龙树林
龙树林（1911年—1939年4月），江西省上饶县人。新四军将领。

## 生平
1930年，参加了中国工农红军第十军，后任红十军炮团连长。1932年，赴苏联伏龙芝陆军大学学习。1937年抗日战争后，龙树林从莫斯科回到延安。后任新四军第一支队丹阳县游击纵队政治部主任，新四军江南指挥部挺进纵队政治部主任。1939年4月在江苏省江都县大桥镇，与国军交战阵亡。